# Turcoplier
Le turcoplier occupait un poste élevé dans la hiérarchie de l'ordre de Saint-Jean de Jérusalem. Le turcoplier était la dignité affecté, à partir de 1340, au pilier de la langue d'Angleterre.
À l'origine, le turcoplier, parfois appelé le vice-maréchal, était subordonné au grand maréchal. En 1303, il fut élevé au rang de bailli conventuel,  et, en 1340, comme pilier de la langue d'Angleterre. À la disparition de la langue d'Angleterre, en 1540, la dignité ne disparaît pas, elle est confiée à un chevalier anglais.
Le turcoplier a la responsabilité de commander aux sergents d'armes.